# Evaristo Silió
Evaristo Silió y Gutiérrez (Santa Cruz de Iguña, 1841-Santa Cruz de Iguña, 1874) fue un poeta y periodista español.

## Biografía
Nacido en 1841 en Santa Cruz de Iguña, en la provincia de Santander, fue redactor de La Voz del Siglo (1868), La Constitución (1871) y El Eco del País (1872). Cejador y Frauca dijo de él «persona culta, entendido en lenguas modernas, fué poeta delicado, lírico elegante, melancólico como buen montañés, que dió con el filón poética de su tierra, bien que algo decadente y que recuerda á Leopardi». Menéndez Pelayo comentaba de él: «Evaristo Silió, prematuramente malogrado, tuvo la inspiración melancólica y gris de nuestro paisaje otoñal, pero algo monótona y enfermiza». Enfermo de tuberculosis, falleció en 1874 en su localidad natal. En Molledo en 2008 se le dio su nombre a un centro cultural.
Fue autor de títulos como Santa Teresa de Jesús (poema, Madrid, 1867), El esclavo (leyenda, 1867) y La Magdalena (poema, sin acabar). Su mejor obra habría sido, en opinión de Cejador, Desde el valle, poesías (Madrid, 1868), donde destacarían «Una fiesta en mi aldea», «Una tarde» y «Los viajeros». Póstumamente se publicaron unas Poesías, con prólogo de Menéndez Pelayo (Valladolid, 1897).